# Advanced Physical Layer
Ethernet Advanced Physical Layer (Ethernet APL) engl., beschreibt eine physikalische Schicht für die Ethernet-Kommunikationstechnologie die teilweise auf Single-Pair-Ethernet (SPE) basiert, die speziell für die Anforderungen der Prozessindustrie weiter entwickelt wurde. Grund für die Entwicklung von Ethernet APL war die Notwendigkeit einer Kommunikation mit hoher Geschwindigkeit und über große Entfernungen, die Bereitstellung von Strom- und Kommunikationssignalen über ein einziges 2-adriges Kabel sowie Schutzmaßnahmen für den sicheren Betrieb innerhalb explosionsgefährdeter Bereiche.
Als Teil des weit verbreiteten Ethernet-Standards, der speziell für anspruchsvolle industrielle Anwendungen entwickelt wurde, bietet Ethernet APL ein hohes Maß an Robustheit für einen äußerst zuverlässigen Betrieb.
Im Bereich der Informationstechnologie ist Ethernet längst zur Standard-Kommunikationslösung geworden. Industrial Ethernet ist die gängige Bezeichnung für die Variante dieses Standards für die Fertigungs- und Prozess-Industrie. Ethernet APL wurde als die bisher fehlende Verbindung entwickelt und erweitert die vereinheitlichte Ethernet-Kommunikation bis hin zur Feldinstrumentierung. Es soll Feldbusse wie z. B.: PROFIBUS PA, Foundation Fieldbus, HART in Zukunft ablösen.

## Aufbau
Ethernet APL ist einer der möglichen physikalischen Schichten von Ethernet, unabhängig von Protokollen oder Kommunikationsstacks und für eine breite Akzeptanz und Anwendung in der Prozessautomatisierung konzipiert.
| 7 | Anwendung      | Application  | EtherNet/IP, HART-IP, OPC UA, PROFINET, http … | EtherNet/IP, HART-IP, OPC UA, PROFINET, http … |
| 6 | Darstellung    | Presentation | EtherNet/IP, HART-IP, OPC UA, PROFINET, http … | EtherNet/IP, HART-IP, OPC UA, PROFINET, http … |
| 5 | Sitzung        | Session      | EtherNet/IP, HART-IP, OPC UA, PROFINET, http … | EtherNet/IP, HART-IP, OPC UA, PROFINET, http … |
| 4 | Transport      | Transport    | UDP, TCP                                       | UDP, TCP                                       |
| 3 | Netzwerk       | Network      | IP                                             | IP                                             |
| 2 | Sicherung      | Data Link    | CSMA/CD, RTE, TSN                              | CSMA/CD, RTE, TSN                              |
| 1 | Bitübertragung | Physical     | Ethernet Fast-Ethernet Gigabit-Ethernet WLAN … | Ethernet APL                                   |

## Ethernet als Basis für APL
Ethernet APL ist ein spezielles 2-Draht-Ethernet auf Basis von 10BASE-T1L gemäß IEEE 802.3cg mit zusätzlichen Vorkehrungen für die Prozessindustrie. Die Ethernet APL-Kommunikation ist somit Teil und vollständig kompatibel mit der IEEE 802.3 Ethernet Spezifikation.
Die Übertragung erfolgt mit einer Datenübertragungsrate von 10 Mbit/s, wird 4B3T codiert und als PAM-3 moduliert und mit 7,5 MBaud vollduplex übertragen.
Der Aufbau kann aus einer Stammleitung (Trunk) mit maximal 1000 m zwischen den Feldswitches in Zone 1 und Stichleitungen (Spurs) von je maximal 200 m in Zone 0 zwischen einem Feldswitch und einem Feldgerät bestehen.
Ethernet APL enthält eine Reihe von Erweiterungen, die speziell auf die anspruchsvollen Anforderungen der Prozessindustrie und anderer Branchen zugeschnitten sind wie Eigensicherheit und Portprofile für optionale Stromversorgung der Anschlüsse.

## Eigensicherheit
Eigensicherheit ist eine wesentliche Anforderung von der weltweiten Prozessindustrie, die eine einfach zu implementierende Lösung für die Steuerung und Stromversorgung von Feldgeräten in explosionsgefährdeten Bereichen fordern. Eigensicherheit ist als Option vollständig in Ethernet APL integriert.
In der technischen Spezifikation 2-WISE (2-Wire Intrinsically Safe Ethernet) wurde das eigensichere 2-Draht-Ethernet definiert.
Die Barriere für Eigensicherheit ist eine elektronische Schaltung an jedem Ausgang oder Eingang eines Verteilers/Switches oder Feldgerätes. Diese verhindert, dass zündfähige elektrische Energie in den Anschluss gelangt. Die Eigensicherheits-Barriere ist vom Kommunikationskreis (PHY) getrennt, welcher ein einfacher, aber wichtiger Bestandteil des Ethernet-APL-Designs ist. Dieses Konstruktionsprinzip gewährleistet:
- Chiphersteller können PHY-Chips in Mengen herstellen, die auch in Anwendungen Einsatz finden, die keine Eigensicherheit erfordern
- Gerätehersteller können auf einfache Weise eigensichere Geräte bauen

Ethernet APL unterstützt die einfache Planung, Validierung, Installation, Dokumentation und Implementierung des eigensicheren Betriebs von Feldgeräten in explosionsgefährdeten Bereichen. Dies beinhaltet unter anderem Arbeiten an Kabeln und Instrumenten ohne Berechtigungsschein. Alle geeigneten Produkte müssen von einer benannten Stelle zugelassen werden.

## Portprofile
Zu den Standards für Ethernet APL gehört die Definition von Portprofilen der Anschlüsse für die Interoperabilität in verschiedenen Anwendungsszenarien. Dies umfasst Aspekte wie den Segmenttyp, bei dem ein Trunk-to-Trunk-Port von einem Spur-to-Spur-Port unterschieden wird. Andere Spezifikationen beziehen sich auf die Merkmale zur Stromversorgung und unterscheiden z. B. Verbindungen zwischen Stromquelle und Senke- oder Verbindungen ohne Energieversorgung. Ein weiteres Kapitel enthält die Definition von Leistungsklassen der Energieversorgung. Dies beinhaltet die Begrenzung der maximalen Versorgungsspannung und des Versorgungsstroms für eine eigensichere Stromversorgung.
Weitere Themen der Portprofil-Spezifikation sind Verdrahtungsregeln, Pinbelegungen für Klemmen und Steckverbinder sowie Schirmauflage- und Erdungsregeln.

## Weitere Informationen
- Spielmann Benedikt: Ethernet to the Field of Process Plants / Sites. ODVA, abgerufen am 21. Dezember 2023. Präsentation an der ODVA Konferenz vom 4. März 2020 (englisch)
- Niemann Karl-Heinz: Ethernet-APL Engineering Guidelines. Ethernet APL, 19. September 2019, abgerufen am 21. Dezember 2023. (PDF English/Deutsch)